# Piotr Gorajski
Piotr Gorajski herbu Korczak (zm. 1619) – starosta uszpolski, przywódca szlachty w rokoszu Zebrzydowskiego, mówca sejmowy, obrońca wolności sumienia i praw protestantów, alchemik.

## Wykształcenie i działalność polityczna
Początkowo kształcił się na dworze hetmana Jana Tarnowskiego. Później studiował m.in. w Bazylei w 1579, w Paryżu w 1582, w Wittenberdze w 1583.
Po powrocie do kraju zaangażował się w działalność polityczną. Był posłem z województwa sandomierskiego na sejm 1590/1591 roku, na sejm 1600, 1607 i 1611, deputatem do sprawy brandenburskiej. W 1608 otrzymał godność starosty uszpolskiego. 
Był aktywnym członkiem kościoła ewangelicko-reformowanego. Działał w opozycji do króla Zygmunta III Wazy, którego oskarżał o łamanie zasad wolności religijnej. W czasie sejmu 1611 wypowiadając się w sprawie religii przekonywał, że jego wyznanie pochodzi z nieba a nie "z Rzymu od pana papieża", co spotkało się z ostrym odzewem ze strony katolików.
W 1606 włączył się w skierowany przeciw Zygmuntowi III rokosz Zebrzydowskiego. Był jednym z przywódców szlachty biorącej udział w rokoszu, lecz mimo to nie zdecydował się podpisać aktu detronizacji monarchy. Jego zaangażowanie było motywowane względami religijnymi (konsekwentnie walczył z rosnącymi wpływami katolicyzmu, który był wyznaniem faworyzowanym przez Zygmunta III).
Z własnej kieszeni utrzymywał zbory protestanckie. Zagrabił uposażenie pniowskiej parafii, a tamtejszy kościół przekształcił w zbór kalwiński.
Protekcji udzielał mu książę Janusz Ostrogski. Za jego sprawą był zamieszany w proces fałszowania monety (wraz z Andrzejem Męcińskim, Marcinem Silnickim i Janem Zaduskim), jednak z uwagi na chorobę nie został za to osądzony. Ostatecznie z pomocą kanclerza Jerzego Ossolińskiego udało mu się oczyścić z zarzutów.

## Życie prywatne
Jego rodzicami byli Jan Gorajski i Anna Osmólska. Miał dwóch braci: Adama (zwanego "Młodszym") oraz Jana. Po 1602 był opiekunem osieroconego bratanka Zbigniewa Gorajskiego.
Był dwukrotnie żonaty: po raz pierwszy w 1594 z Elżbietą Zielińską, wdową po Zbigniewie Słupeckim, a po raz drugi w 1611 z Katarzyną, wdową po Mikołaju Naruszewiczu, córką wojewody nowogrodzkiego księcia Mikołaja Radziwiłła. To drugie małżeństwo wciągnęło go w orbitę politycznych wpływów rodu Radziwiłłów, lecz ostatecznie rozpadło się po kilkunastu latach.
Prywatnie zajmował się alchemią i z tego powodu był znany w Europie. Jako humanista był mecenasem pisarzy i twórców. Swoje dzieła dedykowali mu m.in. Andrzej Wolan, Bartosz Paprocki oraz Marcin Chmielecki.
W dworku Dekemastate niedaleko Leeuwarden w Holandii znajduje się zachowany portret – obraz olejny przedstawiający Piotra Gorajskiego.